# Aiguabarreig Segre-Noguera Ribagorçana
L'Aiguabarreig Segre-Noguera Ribagorçana és una zona humida d'unes 148 Ha, situada a la zona en què el Segre rep les aigües de la Noguera Ribagorçana (pel seu marge dret), així com les del riu Corb (pel marge esquerre).
Es tracta d'un espai que ofereix un notable contrast paisatgístic dins la plana agrícola del Segrià, especialment pels seus boscos de ribera ben constituïts i els seus hàbitats aquàtics. La zona humida Aiguabarreig-Segre Noguera Ribagorçana abasta el curs fluvial de la Noguera Ribagorçana des d'aigües avall de Corbins i el curs fluvial del Segre des d'aigües avall de Vilanova de la Barca, fins a la zona d'aiguabarreig d'aquests dos rius, així com el curs del Segre aigües avall de l'aiguabarreig, fins poc abans de l'inici de la zona humida Meandre del Mas del Segre. Inclou també l'últim tram del riu Corb, que s'uneix amb el Segre poc abans de la confluència amb la Noguera Ribagorçana.
Aquest espai és una bona mostra de la morfologia fluvial dels rius pirinencs que penetren a la cubeta de la Depressió Central. Les seves terrasses fluvials quaternàries són un bon testimoni de la història geològica recent. Els boscos de ribera, especialment ben conservats en el tram de la Noguera Ribagorçana, són dels millors representants d'aquest tipus de vegetació a la Catalunya occidental.
Pel que fa a la vegetació, els boscos de ribera més freqüents són les alberedes i les salzedes (amb abundant salze blanc), així com les vernedes. A la zona coneguda com a Dos Rius, on es produeix l'aiguabarreig de la Noguera Ribagorçana amb el Segre, i en els riberals del riu Corb, el bosc està constituït sobretot per salzedes i pollancredes, amb presència de verns (Alnus glutinosa), àlbers (Populus alba) i freixes (Fraxinus angustifolia). Als marges i les illes fluvials sol aparèixer un cinyell de vegetació helofítica, en el qual destaquen el canyissar i bogar amb lliri groc (Iris pseudacorus) i les jonqueres.
Pel que fa a la fauna, destaquen els invertebrats aquàtics, així com els ocells. En aquest espai nidifiquen, per exemple, el martinet de nit (Nycticorax nycticorax), l'agró roig (Ardea purpurea), el corriol petit (Charadrius dubius), el blauet (Alcedo atthis), el teixidor (Remix pendulinus) i l'oriol (Oriolus oriolus). Així mateix, és un punt important per als ocells en migració o hivernada, especialment per a ardèides i corbs marins (Phalacrocorax carbo). Entre els mamífers, destaca la presència de llúdriga (Lutra lutra).
Segons la cartografia dels hàbitats de Catalunya, apareixen en aquest espai els següents hàbitats d'interès comunitari:
- 92A0 Alberedes, salzedes i altres boscos de ribera
- 3260 Rius de terra baixa i de la muntanya mitjana amb vegetació submersa o parcialment flotant (Ranunculion fluitantis i Callitricho-Batrachion)

- 3270 Rius amb vores llotoses colonitzades per herbassars nitròfils del Chenopodion rubri (p.p.) i del Bidention (p.p.)
- 3280 Rius mediterranis permanents, amb gespes nitròfiles del Paspalo-Agrostidion orlades d'àlbers i salzes
- 6430 Herbassars higròfils, tant de marges i vorades com de l'alta muntanya

Les principals amenaces que afecten l'espai són la destrucció del bosc de ribera per l'expansió de conreus, les extraccions d'àrids, mal restaurades, l'ocupació dels marges i zones de servitud per infraestructures diverses -que originen terraplenats, etc.- i l'eutrofització i contaminació de les aigües. Les carreteres C-12 i C-13, que passen sobre l'espai o hi queden molt properes, alteren la dinàmica hidrològica, que es veu afectada també per les regulacions d'aigües realitzades als embassaments situats aigües amunt. Hi ha també abocaments de residus a nombrosos punts, així com presència d'abundants espècies exòtiques (ailants, etc.). Al marge dret de la Noguera, just abans de la C-12, s'ha produït una important ocupació dels marges, amb basses artificials d'ús desconegut.
Aquesta zona humida forma part de l'espai del PEIN Aiguabarreig Segre-Noguera Ribagorçana i de l'espai de la Xarxa Natura 2000 ES5130020 Aiguabarreig Segre-Noguera Ribagorçana.